# دسميد غربي
دسميد غربي (الاسم العلمي: Desmidium occidentale) هو نوع من الطحالب الخضراء يتبع جنس الدسميد من فصيلة الدسميدية.